# Vereniging Oud-Utrecht
De Vereniging Oud-Utrecht is een Nederlandse vereniging in de stad Utrecht. 
Volgens eigen zeggen "tracht [ze] de kennis en belangstelling te bevorderen van de geschiedenis, archeologie en monumentenzorg van stad en provincie Utrecht en te waken over het behoud van het cultureel erfgoed". De vereniging werd in 1923 opgericht als de historische vereniging voor stad en provincie Utrecht. Al ruim voor die tijd waren er plannen tot de oprichting van zo'n vereniging. Men achtte de archivaris Samuel Muller Fz. als onmisbaar erin, echter het kwam van zijn kant nooit tot een toezegging. Na zijn dood in 1922 werd de vereniging alsnog opgericht. In 1943 was de vereniging medeoprichter van het Utrechts Monumentenfonds. In 1977 is door de vereniging tevens de Stichting Het Utrechtse Gevelteken Fonds opgericht die zich in de provincie Utrecht en omstreken bezighoudt met vooral geveltekens maar ook grenspalen en -stenen.
Sinds haar oprichting worden door de Vereniging Oud-Utrecht onder andere jaarboeken en tijdschriften uitgegeven. Daarnaast geeft ze adviezen en organiseert activiteiten zoals excursies en lezingen. De vereniging werkt onder meer samen met de Erfgoedvereniging Heemschut. De Vereniging Oud-Utrecht zette zich begin 21e eeuw in onder andere voor het behoud van de Vogelenburcht en het Huis van Mien.